# Данілово-Парцеле
Данілово-Парцеле (пол. Daniłowo-Parcele) — село в Польщі, у гміні Малкіня-Ґурна Островського повіту Мазовецького воєводства.
Населення — 128 осіб (2011).
У 1975-1998 роках село належало до Остроленцького воєводства.

## Демографія
Демографічна структура станом на 31 березня 2011 року:
|          | Загалом | Допрацездатний вік | Працездатний вік | Постпрацездатний вік |
| -------- | ------- | ------------------ | ---------------- | -------------------- |
| Чоловіки | 62      | 8                  | 46               | 8                    |
| Жінки    | 66      | 17                 | 34               | 15                   |
| Разом    | 128     | 25                 | 80               | 23                   |